# フェイズIV 戦慄!昆虫パニック
『フェイズIV 戦慄!昆虫パニック』（フェイズフォーせんりつこんちゅうパニック、Phase IV）は1974年のアメリカ合衆国のSF映画。グラフィックデザイナーであるソール・バスが監督した唯一の長編映画である。出演はマイケル・マーフィーとナイジェル・ダヴェンポートなど。
日本では劇場未公開だが、ビデオが発売された他、テレビで放送された。その際のタイトルには『戦慄!昆虫パニック/砂漠の殺人生物大襲来』『昆虫パニック』『SF超頭脳アリの王国・砂漠の殺人生物』がある。また、DVDが2014年6月25日に発売されている。2021年6月2日にはHDリマスター版Blu-rayが発売されている。
SF作家バリイ・N・マルツバーグが本作のノベライズを執筆している。

## ストーリー
近未来、アリたちは知性を持ったことがきっかけで、種族間の戦闘を廃する。これにより天敵となる動物がいないくなり、自然界のバランスが崩壊する。
ある日、エルドリッジという一家が蟻に襲われる。唯一の生き残りであるケンドラが生物学者のハブスとその助手・レスコがいるドーム型の研究施設に運び込まれる。
その後、蟻は殺虫剤で殺されるが、すぐに耐性を持った個体が生まれる。次いで蟻たちは施設を覆い、施設内の熱の行き場を奪う。
蟻側の求めに応じ、ケンドラが施設の外を出て、女王蟻のいる蟻塚へ行く。ハブスは女王蟻を倒すべく蟻塚へ向かうが、道中穴に落ちて、蟻たちに襲われる。一人残されたレスコは施設を出、蟻塚にいたケンドラを見つける。

## 登場人物
ジェームズ・R・レスコ
演 - マイケル・マーフィー
暗号に詳しい生物学の専門家。サンディエゴ海軍海底センター所属。
アーネスト・D・ハッブス博士
演 - ナイジェル・ダヴェンポート
英国人生物学者。アリの生態の異常に最初に気付き、レスコを助手に選ぶ。
ケンドラ・エルドリッジ
演 - リン・フレデリック
アリの襲撃から奇跡的に助かった少女。
エルドリッジ氏
演 - アラン・ギフォード
ケンドラの祖父。
クリート
演 - ロバート・ヘンダーソン
エルドリッジ家の農場で働く男。
ミルドレッド・エルドリッジ
演 - ヘレン・ホートン
ケンドラの祖母。

## キャスト
| 役名                        | 俳優                       | 日本語吹替                                 |
| 役名                        | 俳優                       | 東京12ch版                                 |
| --------------------------- | -------------------------- | ------------------------------------------ |
| ジェームズ・R・レスコ       | マイケル・マーフィー       | 堀勝之祐                                   |
| アーネスト・D・ハッブス博士 | ナイジェル・ダヴェンポート | 木村幌                                     |
| ケンドラ・エルドリッジ      | リン・フレデリック         | 岡本茉莉                                   |
| エルドリッジ氏              | アラン・ギフォード         | 宮内幸平                                   |
| ミルドレッド・エルドリッジ  | ヘレン・ホートン           | 鈴木れい子                                 |
| クリート                    | ロバート・ヘンダーソン     | 峰恵研                                     |
| ラジオの声                  | デビッド・ヘーリー         | 村山明                                     |
|                             |                            |                                            |
| 演出                        | 演出                       | 伊達渉                                     |
| 翻訳                        | 翻訳                       | 岩本令                                     |
| 効果                        | 効果                       | 遠藤堯雄/重秀彦                            |
| 調整                        | 調整                       | 相原正之                                   |
| 制作                        | 制作                       | 東北新社                                   |
| 初回放送                    | 初回放送                   | 1978年2月21日 『火曜名画劇場』 21:00-22:24 |

## 作品の評価
Rotten Tomatoesによれば、18件の評論のうち高評価は50%にあたる9件で、平均点は10点満点中5.71点となっている。